# Década de 1410 a.C.

## Eventos
- 1413 a.C. - Nos trinta anos que seguiram à morte de Josué (1443 a.C.), houve várias desordens em Israel, e um tempo de anarquia. A geração seguinte esqueceu Deus, casou-se com os cananeus e adorou os seus ídolos. Deus entregou Israel à opressão de Cusã-Risataim, rei da Mesopotâmia.[1]), como um castigo divino sofrido pelos hebreus devido a seu politeísmo, porém, foi derrotado por Otniel, primeiro juiz de Israel no período pós-morte de Josué.[2]